# Società Sportiva Lanciano 2002-2003
Questa pagina raccoglie le informazioni riguardanti la Società Sportiva Lanciano nelle competizioni ufficiali della stagione 2002-2003.

## Rosa
| N. |                      | Ruolo | Calciatore              |
| -- | -------------------- | ----- | ----------------------- |
|    | Italia (bandiera)    | D     | Michele Anaclerio       |
|    | Italia (bandiera)    | D     | Riccardo Bocchini       |
|    | Italia (bandiera)    | C     | Roberto Cau             |
|    | Italia (bandiera)    | C     | Ernestino Cicchella     |
|    | Italia (bandiera)    | C     | Domenico Creanza        |
|    | Brasile (bandiera)   | C     | Ferreira Pinto          |
|    | Italia (bandiera)    | C     | Andrea Gennari          |
|    | Italia (bandiera)    | C     | Marco Giuliodori        |
|    | Italia (bandiera)    | D     | Claudio Maretti         |
|    | Italia (bandiera)    | C     | Tonino Martino          |
|    | Brasile (bandiera)   | C     | Adriano Mezavilla       |
|    | Argentina (bandiera) | P     | Alejandro Gustavo Mulet |

| N. |                    | Ruolo | Calciatore                  |
| -- | ------------------ | ----- | --------------------------- |
|    | Italia (bandiera)  | A     | Maurizio Nassi              |
|    | Italia (bandiera)  | P     | Gabriele Paoletti           |
|    | Italia (bandiera)  | D     | Rocco Roberto Paris         |
|    | Brasile (bandiera) | C     | De Souza Paulo Magno        |
|    | Italia (bandiera)  | D     | Gionatha Pazzi              |
|    | Italia (bandiera)  | C     | Manolo Pestrin              |
|    | Brasile (bandiera) | C     | Paolo Jorge Cassova Ribeiro |
|    | Grecia (bandiera)  | A     | Ilias Sapanis               |
|    | Italia (bandiera)  | A     | Nicola Sputore              |
|    | Italia (bandiera)  | D     | Mirko Taccola               |
|    | Italia (bandiera)  | C     | Ivan Tisci                  |
|    | Italia (bandiera)  | A     | Manuel Turchi               |

## Risultati

### Campionato

#### Girone di andata
| 1º settembre 2002 1ª giornata | Avellino | 2 – 0 | Lanciano |  |

| 8 settembre 2002 2ª giornata | Lanciano | 2 – 0 | L'Aquila |  |

| 15 settembre 2002 3ª giornata | Lanciano | 2 – 1 | Sora |  |

| 22 settembre 2002 4ª giornata | Giulianova | 3 – 0 | Lanciano |  |

| 29 settembre 2002 5ª giornata | Lanciano | 3 – 0 | Chieti |  |

| 6 ottobre 2002 6ª giornata | Viterbese | 2 – 0 | Lanciano |  |

| 13 ottobre 2002 7ª giornata | Lanciano | 2 – 1 | Taranto |  |

| 20 ottobre 2002 8ª giornata | Fermana | 2 – 2 | Lanciano |  |

| 27 ottobre 2002 9ª giornata | Lanciano | 0 – 2 | Paternò |  |

| 3 novembre 2002 10ª giornata | Pescara | 2 – 0 | Lanciano |  |

| 10 novembre 2002 11ª giornata | Lanciano | 1 – 0 | Crotone |  |

| 17 novembre 2002 12ª giornata | Sporting Benevento | 1 – 1 | Lanciano |  |

| 24 novembre 2002 13ª giornata | Vis Pesaro | 2 – 2 | Lanciano |  |

| 1º dicembre 2002 14ª giornata | Lanciano | 0 – 1 | Martina |  |

| 8 dicembre 2002 15ª giornata | Sambenedettese | 0 – 0 | Lanciano |  |

| 15 dicembre 2002 16ª giornata | Lanciano | 0 – 0 | Torres |  |

| 22 dicembre 2002 17ª giornata | Teramo | 4 – 1 | Lanciano |  |

#### Girone di ritorno
| 5 gennaio 2003 18ª giornata | Lanciano | 0 – 1 | Avellino |  |

| 12 gennaio 2003 19ª giornata | L'Aquila | 3 – 1 | Lanciano |  |

| 19 gennaio 2003 20ª giornata | Sora | 1 – 0 | Lanciano |  |

| 26 gennaio 2003 21ª giornata | Lanciano | 0 – 0 | Giulianova |  |

| 2 febbraio 2003 22ª giornata | Chieti | 1 – 1 | Lanciano |  |

| 9 febbraio 2003 23ª giornata | Lanciano | 1 – 3 | Viterbese |  |

| 16 febbraio 2003 24ª giornata | Taranto | 2 – 3 | Lanciano |  |

| 2 marzo 2003 25ª giornata | Lanciano | 1 – 1 | Fermana |  |

| 9 marzo 2003 26ª giornata | Paternò | 2 – 0 | Lanciano |  |

| 16 marzo 2003 27ª giornata | Lanciano | 0 – 1 | Pescara |  |

| 23 marzo 2003 28ª giornata | Crotone | 1 – 3 | Lanciano |  |

| 30 marzo 2003 29ª giornata | Lanciano | 1 – 1 | Sporting Benevento |  |

| 13 aprile 2003 30ª giornata | Lanciano | 1 – 1 | Vis Pesaro |  |

| 19 aprile 2003 31ª giornata | Martina | 1 – 1 | Lanciano |  |

| 27 aprile 2003 32ª giornata | Lanciano | 1 – 1 | Sambenedettese |  |

| 4 maggio 2003 33ª giornata | Torres | 1 – 1 | Lanciano |  |

| 11 maggio 2003 34ª giornata | Lanciano | 1 – 2 | Teramo |  |